# Palacio Contarini-Polignac Dal Zaffo
El palacio Contarini-Polignac Dal Zaffo, también llamado Contarini Dal Zaffo o Contarini Polignac, es un edificio histórico italiano situado en el sestiere de Dorsoduro en Venecia, con fachada al Gran Canal, próximo a los palacios Barbarigo y Balbi Valier.

## Historia
Se desconoce la autoría exacta de este edificio con elementos inspirados en Ca' Dario de Pietro Lombardo, primer ejemplo de Arquitectura renacentista veneciana, si bien son tres los candidatos: Mauro Codussi, Pietro Lombardo o Giovanni Antonio Buora.
En la época de la Serenísima, el palacio se conocía como Contarini de los Zaffo de la Caridad, derivando el término Zaffo de la ciudad de Jaffa en Palestina en la que estos tenían negocios. La familia lo fue reformando a lo largo de más de veinte años sin alterar el aspecto de las fachadas. Siendo los Contarini feudatarios de numerosas tierras en el oriente, al no poder asignarse el título de señores de Jaffa, se añadieron a su nombre el de Zaffo. Los Contarini, a su vez, eran una de las familias más antiguas de Venecia, cuyo nombre probablemente deriva de "Cotta Rheni" o condes de Reno.
A finales del siglo XVIII la vivienda se vendió al comerciante de la seda Domenico Manzoni, y a principios del siglo XX, después de haber pasado por diversas manos, pasó a ser propiedad de los príncipes de Polignac, donde vivió la princesa de Polignac Winnaretta Singer, mecenas cultural que hospedó en su casa a artistas como Igor Stravinsky, Ethel Smyth, Marcel Proust, John Singer Sargent, Ralph Wormeley Curtis y Picasso. Actualmente sigue siendo propiedad de esta misma familia.

## Descripción
La fachada, típicamente renacentista, se desarrolla en tres niveles revestidos íntegramente de mármol policromado.
La estructura se yergue sobre una previa construcción de origen bizantino, de la cual sobreviven únicamente la forma de las ventanas y la decoración curvilínea de la fachada. Hay dos plantas nobles que siguen el mismo esquema: polífora central de cinco aberturas con arco de medio punto y dos monóforas a cada lado, enmarcadas con diseños curvos policromados. A la altura del agua, los huecos son en arco de medio punto en un total de seis, tres a cada lado del portal central, con acceso directo al Canal.
En el siglo XVIII el interior se decoró con pinturas de Giandomenico Tiepolo, algunas de las cuales se conservan en los frisos.